# Sluštice
Sluštice település Csehországban, a Kelet-prágai járásban. Sluštice Březí, Zlatá, Škvorec, Sibřina, Dobročovice, Květnice és Křenice településekkel határos. Lakosainak száma 757 fő (2024. január 1.).

## Népesség
A település lakosságának változását az alábbi diagram mutatja:
| Lakosok száma | 395  | 408  | 443  | 336  | 325  | 341  | 429  | 541  | 804  | 757  |
|               | 1869 | 1900 | 1921 | 1961 | 1980 | 2011 | 2016 | 2019 | 2021 | 2024 |